# Атака на Кусая (2019)
Ізраїльські літаки та безпілотники атакували позиції Народного фронту за визволення Палестини (PFLP) у місті Кусая, розташованому в ліванській долині Бекаа, недалеко від кордону з Сирією в ніч на 26 серпня 2019 року, згідно з повідомленнями ліванських ЗМІ. Напад стався через день після того, як у ліванській столиці Бейруті вибухнули два безпілотники.

За словами посадовця палестинської позиції в місті, трьох повітряних ударів було завдано вранці 26 серпня 2019 року по військовій позиції PFLP-GC в Квасаї, завдавши лише матеріальних збитків.